# Абу Муслим (просветитель)

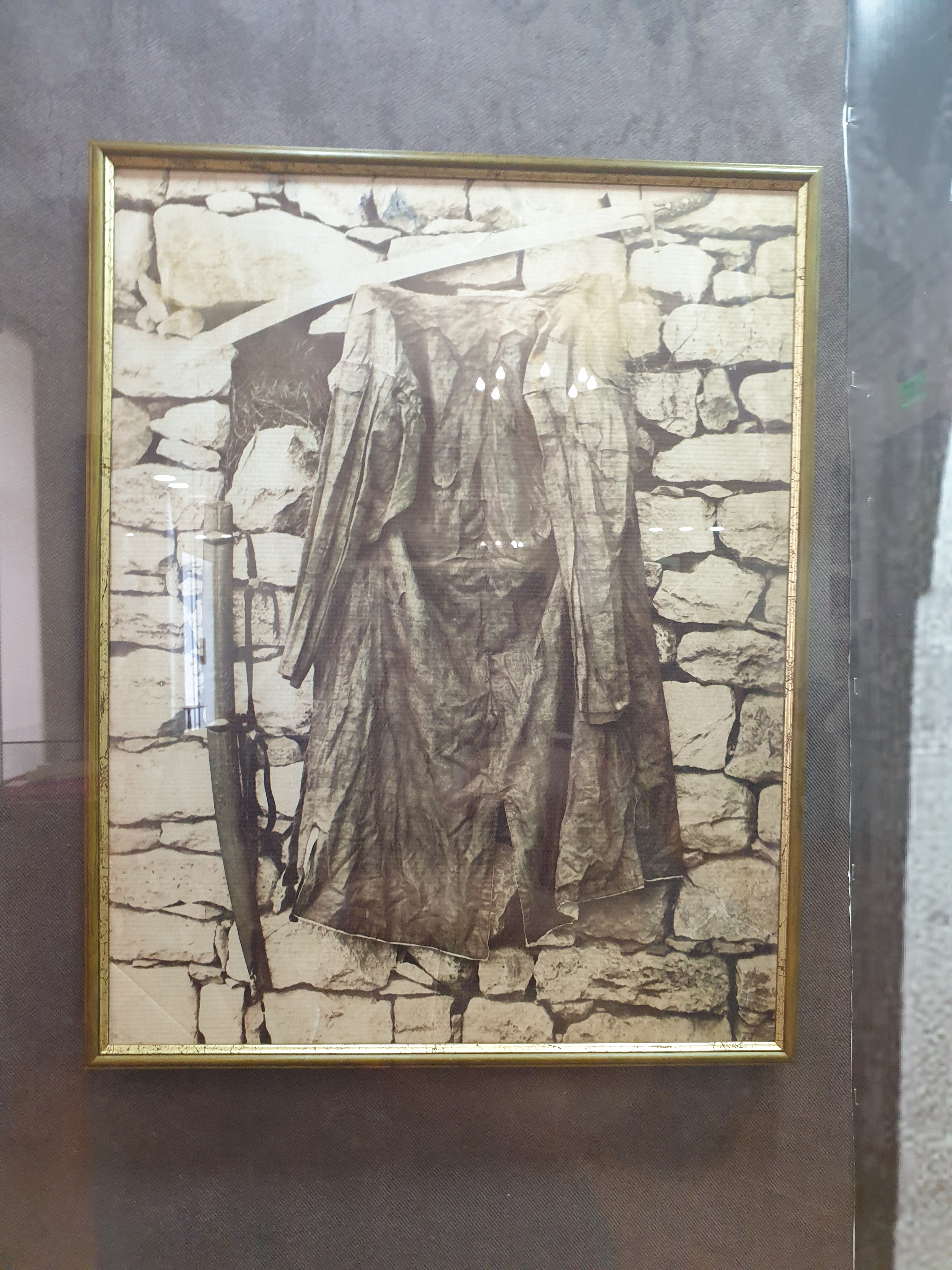
Фотография халата и сабли, приписываемых шейху Абу Муслиму. Национальный музей Республики Дагестан им. А. Тахо-Годи

Абу Муслим (араб. أبو مسلم‎) — полулегендарный мусульманский просветитель и военный деятель на Восточном Кавказе.

## Биография
Все попытки утверждения ислама на Восточном Кавказе, представляемое ранее как единое событие, ещё со средневековья до XX века связывались с именем Абу Муслима.
Легенда, встречающаяся в различных древних хрониках, записях, эпитафиях и прочем существует в двух основных вариациях.
Наиболее полная версия встречается в Южном Дагестане и Северном Азербайджане. Согласно найденной безымянной арабской хронике, обозначенной в историографии как «История Абу Муслима», род Абд ар-Рахмана ибн Абд аль-Малика Абу Муслима происходит от пророка Мухаммада по линии Хамзы и Аббаса. Он родом из сирийского города Дамаск, где он построил большую мечеть и начал свои проповеди. Когда Абу Муслим был ещё ребёнком, его отец умер шахидом в битве за аль-Хусайна ибн Али против Марвана II. Достигнув совершеннолетия, Абу Муслим собрал армию в 5 000 солдат и убил Марвана, отомстив ему за отца. После ряда военных походов на территории Ближнего Востока, Малой и Средней Азии, возможно даже в Индии, начался его семилетний джихад немусульманскими народами Кавказа. Один за другими покорил Ширван, Дербент и Горный Дагестан и Черкесию.
Абу Муслим возвёл первые мечети в Дербенте, Риче, Ахтах, Куруше, Кара-Кюре, Маке, Кала-Корейше, Цахуре, Кумухе, Кубачи, Хунзахе и других сёлах Дагестана. Там он утвердил исламских правителей из своих родственников и сподвижников. От этих наместников идут роды крупнейших позднесредневековых дагестанских правителей — шамхалов, уцмиев, табасаранских майсумом и кадиев. Аварских нуцалов же возводили к Суракату, который был последним немусульманским правителем Аварии и упорнейшим противником Абу Муслима. После утверждения ислама, Абу Муслим решил вернуться к себе на родину.
Другая версия легенды, встречающаяся в Северном Дагестане и Чечено-Ингушетии, представляет Абу Муслима уже как местного героя-исламизатора, являвшегося потомком шейха-курайшита, переселившегося на Кавказ из Сирии за несколько веков до рождения Абу Муслима. Он жил в Хунзахе, был правителем мусульман Аварии и вёл джихад против соседей-немусульман. Главным врагом Абу Муслима был Суракат (в другой версии, его потомок). Врагов Абу Муслим окончательно победил с помощью хитрости: он нарочно отступил, раскидав на поле боя отравленную еду, из-за чего погибли солдаты противника, самого Сураката убили, однако от ран скончался и Абу Муслим. После этого к власть в Аварии перехватили потомки Сураката , которые приняли ислам.
С Абу Муслимом, его родственниками и потомками связывали своё происхождение целые роды и селения.

## Изучение личности
В историографии широко распространено мнение о том, что Абу Муслима на самом деле не существовало и что его существование — это либо искажение средневековых хронистов, либо случайная ошибка.
Исследователями Абу Муслим часто ассоциируется с другими существовавшими полководцами, например, с Масламой ибн Абд аль-Маликом.
Как считает современный историк Владимир Бобровников, нельзя прямолинейно отрицать существование Абу Муслима. По его заключению, Абу Муслим представляет собой обобщённый образ героя-исламизатора, который возник из-за синтеза черт нескольких исламских просветителей арабского, тюркского, иранского, а также местного происхождения.